# Ziziphus melastomoides
Ziziphus melastomoides är en brakvedsväxtart som beskrevs av Henri François Pittier. Ziziphus melastomoides ingår i släktet Ziziphus och familjen brakvedsväxter. Inga underarter finns listade i Catalogue of Life.